# Денні Дрінквотер
Денні Дрінквотер (англ. Danny Drinkwater, нар. 5 березня 1990, Манчестер, Англія) — англійський футболіст, центральний півзахисник клубу «Челсі». На умовах оренди виступає за «Редінг».
Виступав, зокрема, за клуби «Лестер Сіті» та «Астон Вілла».

## Ігрова кар'єра
Вихованець футбольної школи клубу «Манчестер Юнайтед».
У дорослому футболі дебютував 2009 року виступами на умовах оренди за команду клубу «Гаддерсфілд Таун», в якій провів один сезон, взявши участь у 35 матчах чемпіонату. 
Своєю грою за цю команду привернув увагу представників тренерського штабу клубу «Кардіфф Сіті», до складу якого приєднався 2010 року. Відіграв за валійську команду наступний сезон своєї ігрової кар'єри.
Протягом 2011 року захищав кольори команди клубу «Вотфорд».
2011 року уклав контракт з клубом «Барнслі», у складі якого провів наступний рік своєї кар'єри гравця. 
До складу клубу «Лестер Сіті» приєднався 2012 року. Відіграв за команду з Лестера 218 матчів у всіх змаганнях та здобув титул чемпіона Англії сезону 2015-16.
У серпні 2017 перейшов за 37,9 мільйонів євро до «Челсі». Однак, так і не закріпившись у лондонському клубі, влітку 2019 був відданий в піврічну оренду до «Бернлі».

## Титули і досягнення
- Чемпіон Англії (1):

Лестер Сіті: 2015-16
- Володар кубка Англії (1):

«Челсі»: 2017-18
- Переможець Ліги Європи УЄФА (1):

«Челсі»: 2018-19